# Kirya
Kirya (Hebreeuws: קריא - een aloude bijnaam voor de eeuwenoude stad Jeruzalem) is het vijftiende album van de Israëlische zangeres Ofra Haza. Het werd op 25 februari 1992 door Warner Music Group en East West Records uitgebracht. Ter promotie verscheen er een tweetal singles, Daw Da Hiya en Innocent - A Requiem For Refugees, met bijbehorende videoclips.
Het was de opvolger van de internationaal succesvolle albums Shaday (1988) en Desert Wind (1989). Het leek een logische stap om voort te bouwen op de mix van Europese pop en traditionele invloeden uit het Midden-Oosten. Door het succes van Desert Wind, dat een ethno elektronisch geluid had, en de bijbehorende tour die de zangeres had uitgeput, voelde ze echter meer voor een ander, meer akoestisch geluid.
Ook thematisch kreeg het album een serieuzer karakter, met teksten over het lot van de onderdrukten in de wereld. Een voorbeeld hiervan is het nummer 'Daw Da Hiya', waarvoor Haza samenwerkte met Iggy Pop. Het gaat over een meisje dat ter dood is veroordeeld, omdat ze buiten het huwelijk zwanger werd, terwijl de verantwoordelijke man vrijgepleit wordt.
Haza en haar vaste producer Bezalel Aloni produceerden het album samen met Don Was, die zij in 1989 tijdens het Tokyo Music Festival hadden ontmoet. Op dit festival kwam Haza een prijs in ontvangst nemen voor haar vertolking van het nummer 'Im Nin'alu'. 
Kirya bereikte de nummer 1-positie van Billboard's World Albums-hitlijst. Vervolgens werd het album in 1993 genomineerd voor een Grammy in de categorie Best World Music Album, een prestatie die tot op de dag van vandaag door geen enkele andere Israëlische artiest is geëvenaard.

## Tracklist
1. Kirya
2. Horashoot - The Bridge
3. Innocent - A Requiem for Refugees
4. Trains of No Return
5. Mystery Faith and Love
6. Daw Da Hiya (samen met Iggy Pop)
7. Don't Forsake Me
8. Barefoot
9. Take 7/8

- De meer zeldzame, in Duitsland uitgebrachte versie bevat een extra nummer: 'Today I'll Pray'.